# Agave univittata
Agave univittata är en sparrisväxtart som beskrevs av Adrian Hardy Haworth. Agave univittata ingår i släktet Agave och familjen sparrisväxter. Inga underarter finns listade i Catalogue of Life.

## Bildgalleri

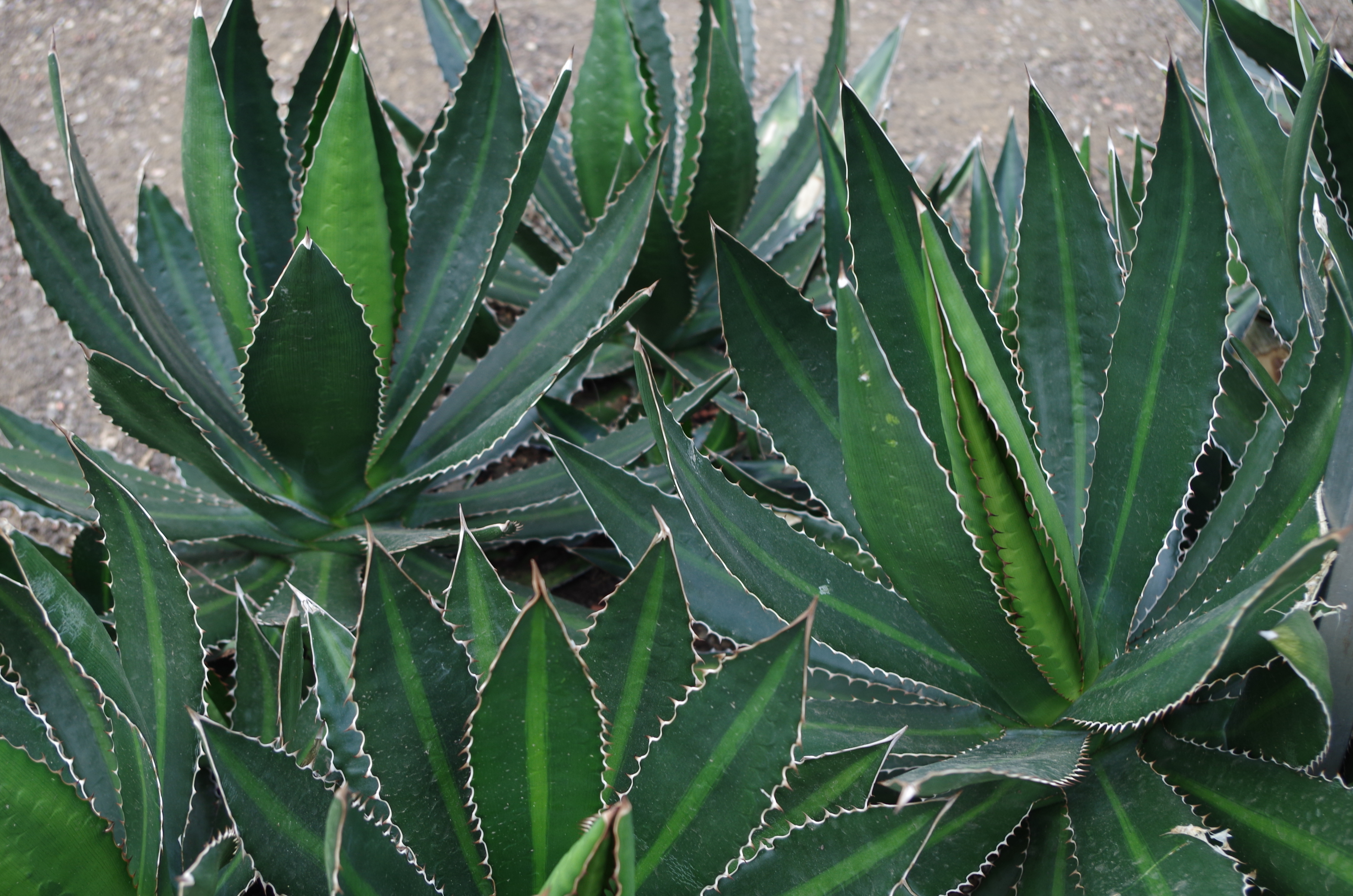
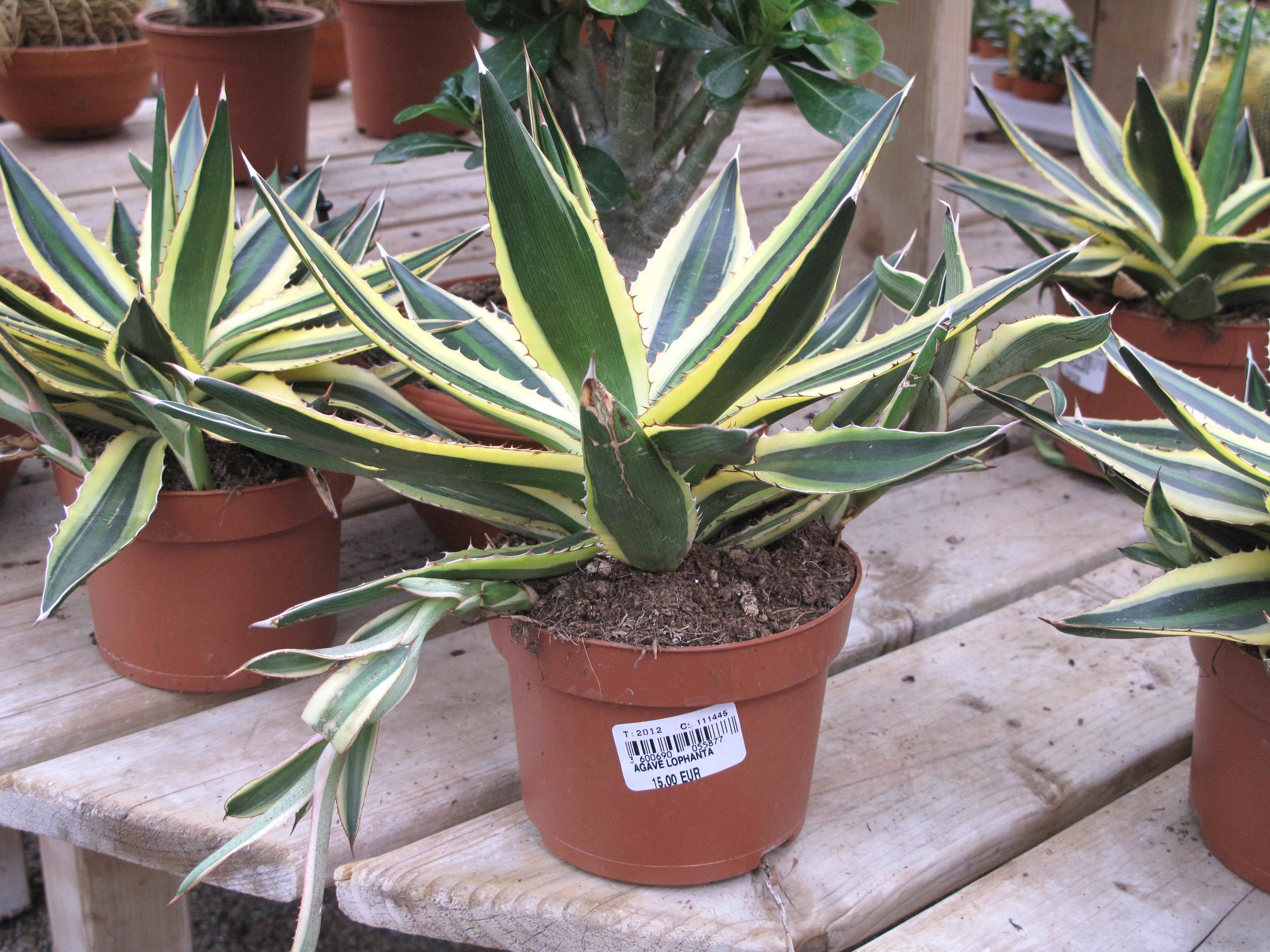
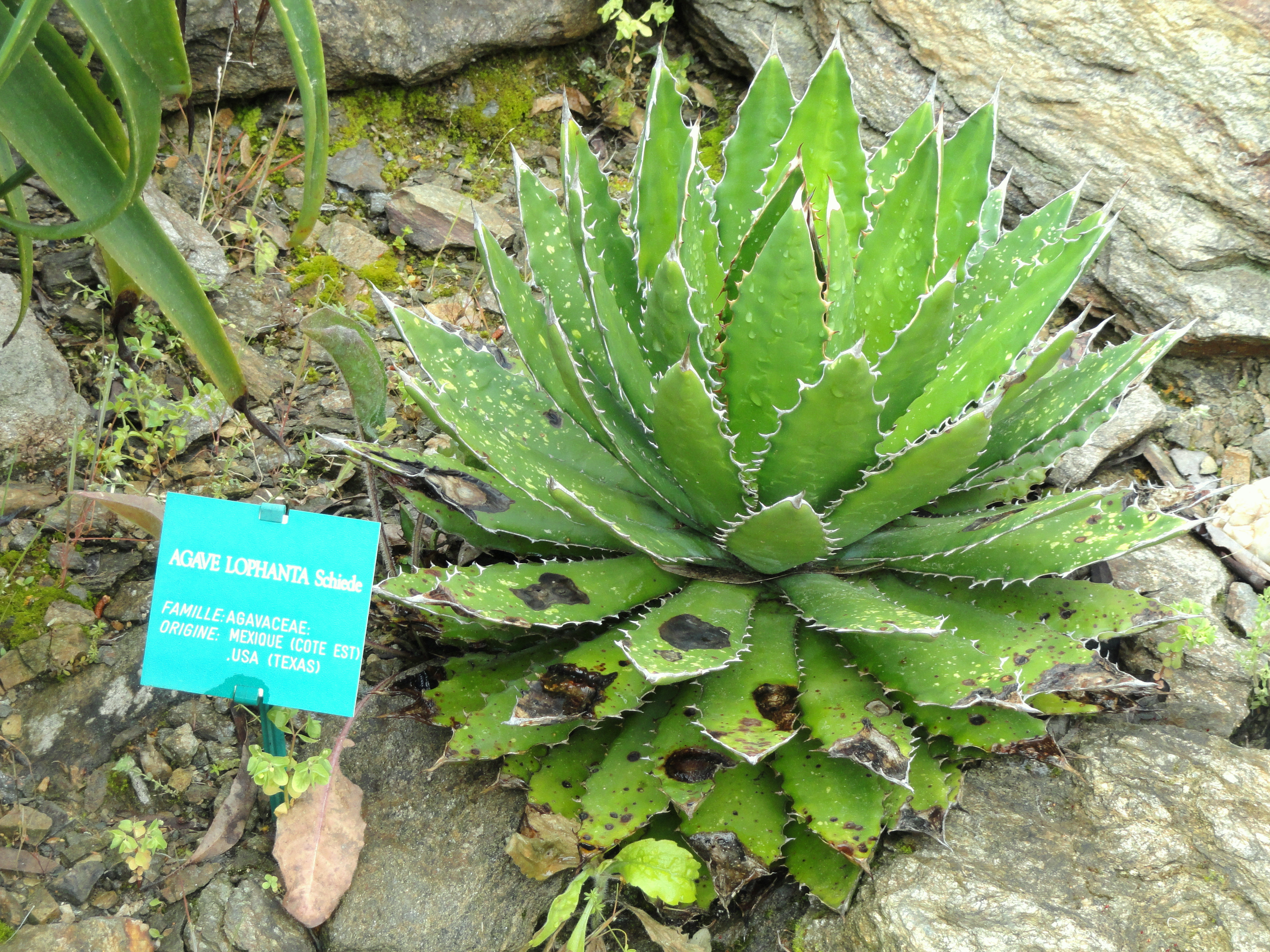
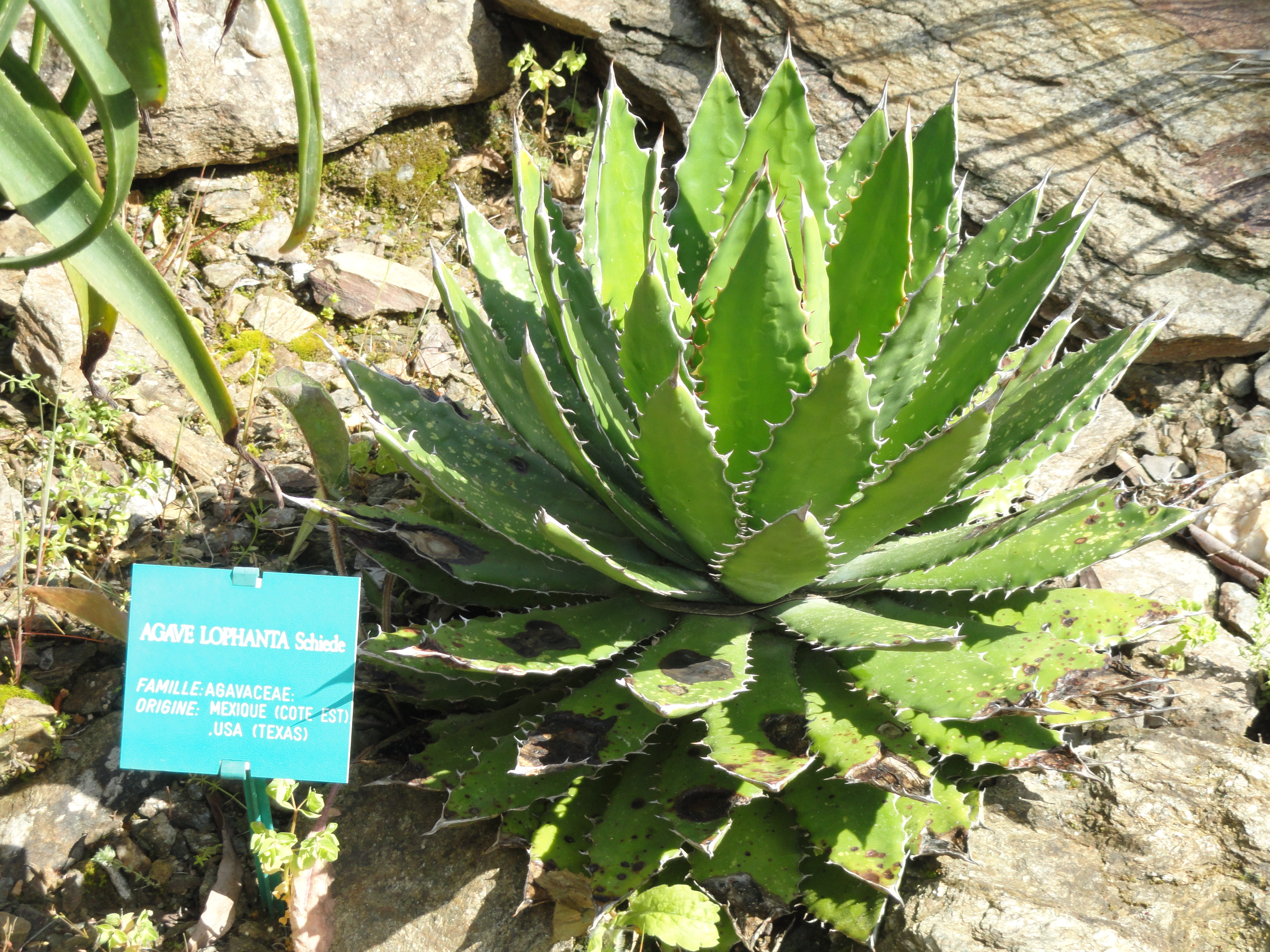